# Lillsjön, Vallentuna kommun
Lillsjön är en insjö i Vallentuna kommun i Uppland och ingår i Åkerströms huvudavrinningsområde. Den avvattnas av vattendraget Kyrkån. Sjön har en area på 0,0455 kvadratkilometer och ligger 16,1 meter över havet. Därmed är den liten i förhållande till den närbelägna Storsjön.
I Tärnanområdet finns det ytterligare ett sjöpar med namnen Storsjön och Lillsjön. De två sjöarna ligger både i Vallentuna kommun och Österåkers kommun. I samma område finns det dessutom en annan Storsjön. Den sjön är belägen vid gränsen mellan Vallentuna kommun och Norrtälje kommun.

## Delavrinningsområde
Lillsjön ingår i det delavrinningsområde (661308-163281) som SMHI kallar för Mynnar i Åkersström. Medelhöjden är 25 meter över havet och ytan är 50,07 kvadratkilometer. Det finns inga avrinningsområden uppströms utan avrinningsområdet är högsta punkten. Kyrkån som avvattnar avrinningsområdet har biflödesordning 2, vilket innebär att vattnet flödar genom totalt 2 vattendrag innan det når havet efter 19 kilometer. Avrinningsområdet består mestadels av skog (51 procent), öppen mark (10 procent) och jordbruk (35 procent). Avrinningsområdet har 0,61 kvadratkilometer vattenytor vilket ger det en sjöprocent på 1,2 procent. Bebyggelsen i området täcker en yta av 0,74 kvadratkilometer eller 1 procent av avrinningsområdet.